# Fossalta di Portogruaro
Fossalta di Portogruaro est une commune italienne de la ville métropolitaine de Venise dans la région Vénétie en Italie.

## Administration
| Période                                  | Période | Identité | Étiquette | Qualité |
| ---------------------------------------- | ------- | -------- | --------- | ------- |
|                                          |         |          |           |         |
| Les données manquantes sont à compléter. |         |          |           |         |

### Hameaux
Alvisopoli, Fratta, Gorgo, Sacilato, Villanova

### Communes limitrophes
Morsano al Tagliamento, Portogruaro, San Michele al Tagliamento, Teglio Veneto

### Jumelage
- Aucamville (Haute-Garonne) (France) depuis 1990